# Sfințire (obiect de cult)
Biserica Ortodoxă are mai multe slujbe sau ritualuri de sfințire, sau de binecuvântare a unor obiecte destinate cultului: potir, disc, linguriță, copie (lance), acoperămintele pentru sfintele vase etc.
Totuși, când se vorbește de "sfințirea" anumitor lucruri/obiecte, termenul "sfințire" este sau rezonează, în ziua de astăzi prea puternic față de realitatea pe care o acoperă. Sinonimul mai potrivit pentru "sfințire", în acest caz, ar fi "consacrare". "Consacrare" nu e doar mai inteligibil pentru omul de azi (exemplu: "Acest caiet mi-l consacru pentru a-mi scrie jurnalul."), dar este și mai exact.
Biserica (nu doar preotul, în mod magic), prin preot și toată comunitatea împreună cu el, consacră anumite obiecte cultului. Astfel, fiind ele consacrate unei lucrări de sfințire, unei lucrări a harului lui Dumnezeu, spunem ca sunt "sfințite".